# Stuttgart Surge
Stuttgart Surge je německý klub amerického fotbalu, který hraje European League of Football.

## Historie
Stuttgartský klub je jedním z osmi zakládajících členů European League of Football (ELF), která byla založena v roce 2020. Svůj první zápas v nové lize odehráli hráči Stuttgartu proti španělskému týmu Barcelona Dragons 19. června 2021 a zvítězili v něm 21-17. V zápase s týmem Frankfurt Galaxy, který Stuttgart prohrál, byl na začátku hráč Stuttgartu Jacob Wright vyloučen za použití rasově motivované urážky proti soupeři, za což byl nakonec vyloučen i z týmu a bylo mu zakázáno hrát za jakýkoli tým European League of Football v probíhající sezóně 2021. Nový hráč Aaron Ellis byl představen před zápasem proti týmu Berlin Thunder. Po dvou po sobě jdoucích prohrách na konci sezóny skončil tým na posledním místě v jižní divizi a nepostoupil do play-off.